# Linum scoparium
Linum scoparium là một loài thực vật có hoa trong họ Linaceae. Loài này được Griseb. mô tả khoa học đầu tiên năm 1874.